# Голышева (Латвия)
Го́лышева (латыш. Goliševa) — населённый пункт в Карсавском крае Латвии. Административный центр Голышевской волости. Находится на берегу реки Лжа у российско-латвийской границы. Через село проходит региональная автодорога P50 (Карсава — российская граница). Расстояние до города Лудза составляет около 42 км.
По данным на 2017 год, в населённом пункте проживал 221 человек. Есть волостная администрация, народный дом, библиотека, дошкольная образовательная группа, почтовое отделение, несколько магазинов, православная церковь (памятник архитектуры), пограничный пункт пропуска. 

## История
В советское время населённый пункт был центром Голышевского сельсовета Лудзенского района. В селе располагалась центральная усадьба колхоза «Прогресс».